# Neuenothe
Neuenothe ist einer von 22 Ortsteilen der Stadt Bergneustadt im Oberbergischen Kreis im Regierungsbezirk Köln in Nordrhein-Westfalen, Deutschland.

## Lage und Beschreibung
Der Ort liegt in Luftlinie rund 5,4 Kilometer östlich von Bergneustadt im Tal des Baches Othe. Nachbarorte sind Belmicke, Freischlade und Altenothe.

## Geschichte
1575 wurde der Ort das erste Mal urkundlich erwähnt. Der Ort ist in einer Karte von Arnold Mercator mit der Ortsbezeichnung „Nider Oite“ aufgeführt. Neuenothe wurde 1805 als Vorort von Belmicke (Nider Oite) in der Kirchenchronik der St. Anna Kirche Belmicke erwähnt.
Seit den 1950er Jahren wuchs der Ort stetig durch den Zuzug von Bürgern.
Den Charakter von Tal und Bevölkerung beschreibt das „Othetaler Heimatlied“ des Dichters Karl Blatt:

„Mühsam ist das Werken dort von früh bis spät,
und im Kampf ums Dasein bleibt mir nichts erspart.
Wie die Väter wirken, tu [ich?] meine Pflicht.
Stehe treu zur Scholle, dass’s an nichts gebricht.

Nach des Tages Lasten und der Woche Müh’n
sollen und Lust und Freude jugendfrisch erblüh’n.
Und nach Brauch und Sitte und der Ahnen Sang
Feier froh die Feste, Liebe Tanz und Klang.“

## Vereinswesen
Geografisch und kulturell bildet Neuenothe das Zentrum des Othetals. Neuenothe hat die meisten Einwohner und ist mit 550 Einwohnern der größte Ort im Othetal. Hier werden alle Aktivitäten im Othetal zentriert. Begründet wird dieses mit dem Zusammenhalt, dem Traditionsbewusstsein und der Kulturpflege der Othetaler Bevölkerung. Diese Werte werden seit 2013 im Rahmen einer mit „OHF“ bezeichneten Gemeinschaft gefördert. Zu diesem Zweck organisierte man bereits ein Apfelfest, einen Weihnachtsmarkt und ein Open Air namens „Rock im Hepper“. Auch Feste wie das Bergfest, die Karaoke-Nacht und Rock im Othetal mit über 300 Besuchern wurden ausgerichtet. Diese Gemeinschaft wurde hauptsächlich von Bewohnern der Ortschaft Neuenothe gegründet und auch gelebt.
Weitere regelmäßig stattfindende Termine werden seit vielen Jahren durch die Feuerwehr und den TuS Othetal organisiert. So finden jährlich ein Osterfeuer, die Himmelfahrtswanderung, die „Party im Stroh“ und das Silvesterdobbeln statt. 
Derzeit sind folgende Vereine in Neuenothe aktiv:
- Freiwillige Feuerwehr: Löschgruppe Othetal
- Othetaler Heimat-Freunde (OHF) gegründet 2013
- Patienten im Wachkoma e.V.
- Sportverein TuS Othetal e.V.
- Wasserbeschaffungsverband Neuenothe (Körperschaft des öffentlichen Rechts)

Seit 2005 schmückt die Löschgruppe Othetal kurz vor dem ersten Advent einen großen Weihnachtsbaum in Neuenothe. Mittlerweile traditionell wird beim Baumschmücken ein Umtrunk mit einem kleinen Imbiss gereicht.
Seit 2008 auch noch zusätzlich einen Baum in der Ortschaft Belmicke (Umgangssprachlich "Auf der Belmicke"). Nachdem in Neuenothe die letzte große Tanne dem Borkenkäfer zum Opfer geworden ist, stellen die Othetaler Heimat-Freunde lebensgroße Krippenfiguren aus Holzbalken im Park in Neuenothe auf.
Zusätzlich richten der TuS Othetal, die Othetaler Heimat-Freunde und die Löschgruppe Othetal abwechselnd einmal im Jahr einen Senioren-Tag für alle Talbewohner ab 60 Jahren im Dorfgemeinschaftshaus Neuenothe aus. Unter dem Motto "Wir fürs Othetal" wird das Osterfeuer und der St. Martinszug Gemeinsam organisiert und ausgerichtet.

## Kirchliche Einrichtung
Die Evangelische Kapelle Neuenothe war ein Gebäude der Evangelischen Kirchengemeinde Wiedenest. Sie wurde im Jahr 2002 aufwendig entkernt und renoviert. Der Altarbereich war dabei sehr schlicht ausgestattet. Er bestand aus einem Podest, einem einfachen Altartisch und einem einfachen Holzkreuz an der Wand.
Im Jahr 2013 wurde die Kapelle entwidmet und es finden keine Gottesdienste mehr statt.

## Busverbindungen
Über die Haltestelle Neuenothe der Buslinie 313 der Oberbergischen Verkehrsgesellschaft (OVAG) ist der Ort an den öffentlichen Personennahverkehr angebunden.